# Архітектоніка
Архітекто́ніка (від грец. αρχιτεκτονικη — будівельне мистецтво, архітектура) — художній вираз структурних закономірностей конструкції будівлі, споруди, а також композиції круглої скульптури та об'ємного твору декоративного мистецтва.
Архітектоніка виявляється у взаємозв'язку та взаєморозміщенні тримальних і триманих частин, у ритмічному ладі форм, що робить наочними статичні зусилля конструкції. Частково вона виявляється і в пропорціях, колірному ладі творів і т. п.
У ширшому сенсі архітектоніка — композиційна будова будь-якого твору мистецтва, що зумовлює співвідношення його головних і другорядних елементів.